# Conophytum obcordellum
Conophytum obcordellum är en isörtsväxtart. Conophytum obcordellum ingår i släktet Conophytum, och familjen isörtsväxter.

## Underarter
Arten delas in i följande underarter:
- C. o. obcordellum
- C. o. rolfii
- C. o. stenandrum

## Bildgalleri

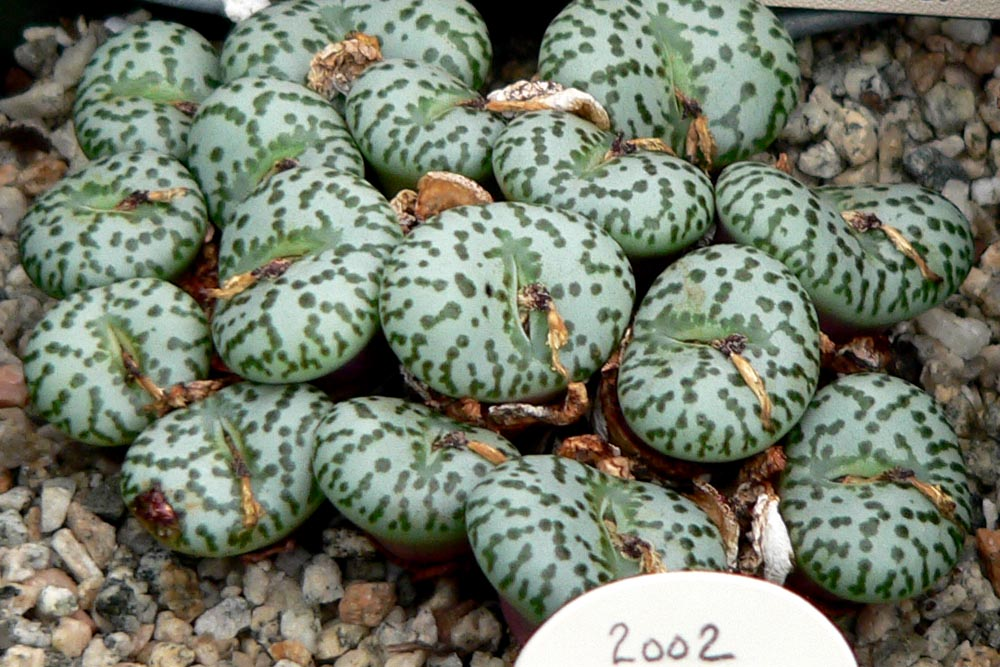
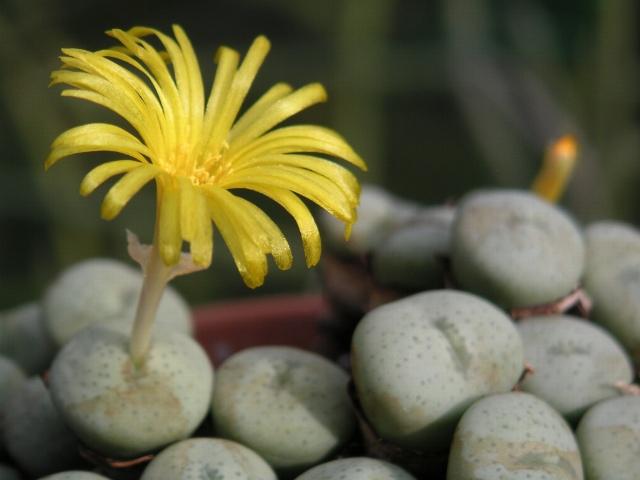
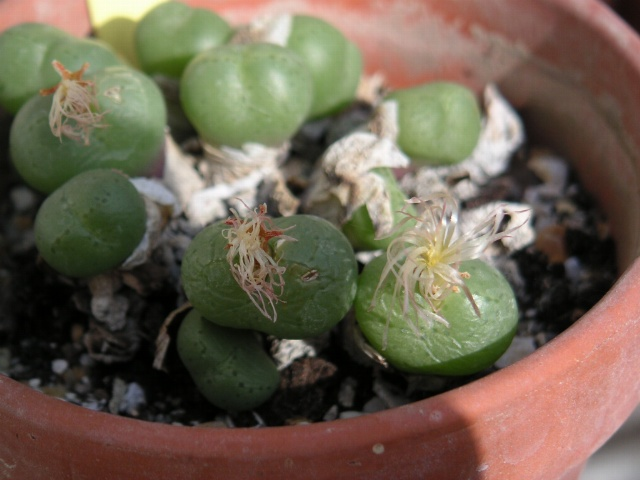
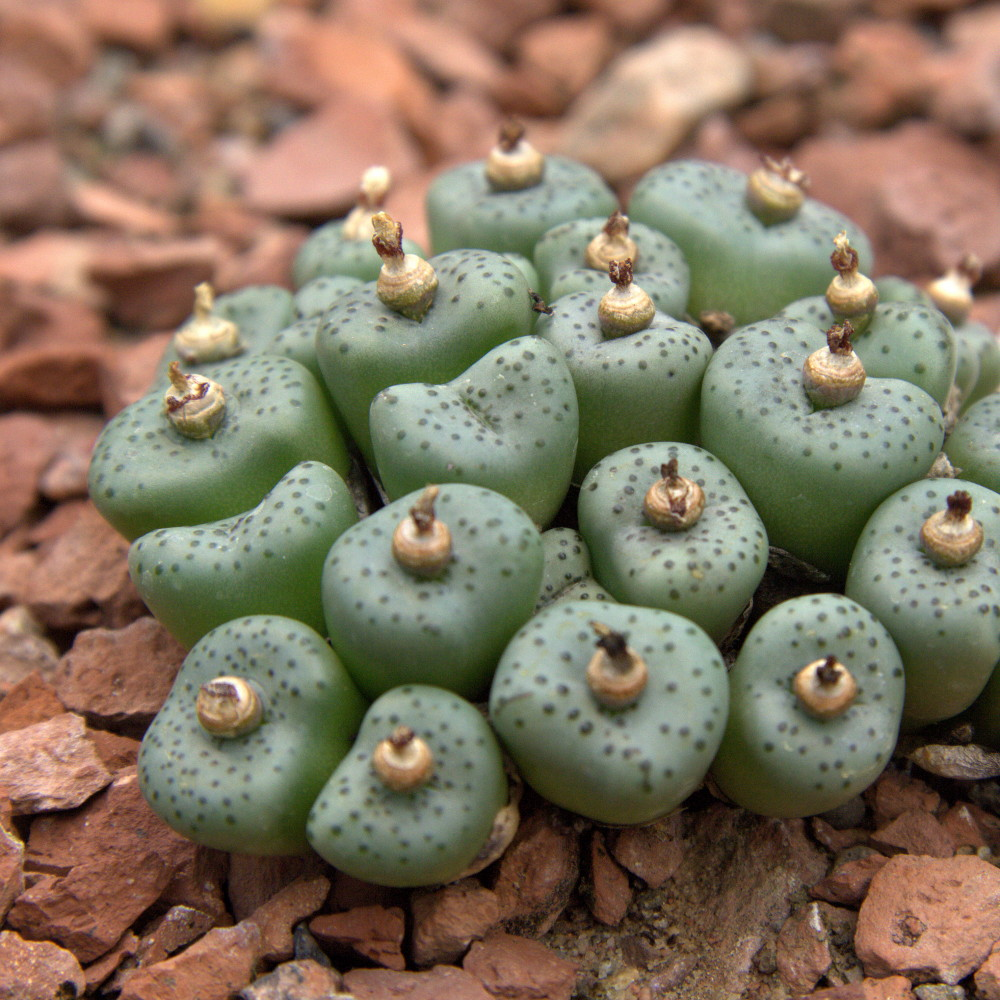